# Lego Battles
Lego Battles est un jeu vidéo de stratégie en temps réel sur Nintendo DS sorti le 18 juin 2009 aux États-Unis et le 25 juin 2009 en France. Il est basé sur la franchise de jouets Lego.

## Accueil
| Lego Battles          |      |        |
| Média                 | Pays | Notes  |
| GameSpot              | US   | 70 %   |
| Gamekult              | FR   | 5/10   |
| IGN                   | US   | 70 %   |
| Jeuxvideo.com         | FR   | 13/20  |
| Compilations de notes |      |        |
| Metacritic            | US   | 65 %   |
| GameRankings          | US   | 69,7 % |

## Postérité
Le jeu a bénéficié d'une suite, baptisée Lego Battles: Ninjago, publiée en 2011 sur Nintendo DS